# John Edzerza
Pour les articles homonymes, voir Edzerza.
John Edzerza (14 août 1948 - 25 novembre 2011) était un homme politique yukonnais. Il fut député de la circonscription électorale de McIntyre-Takhini à l'Assemblée législative du Yukon de 2002 à 2011.

## Carrière politique
Né en Colombie-Britannique en 1948, il entra en politique en 2002 comme député du Parti du Yukon et servit comme ministre de la justice et ministre de l'éducation dans le cabinet de Dennis Fentie.
Après avoir été en désaccord avec de multiples décisions du gouvernement au début 2006, il se sépara du Parti du Yukon le 2 août 2006 pour sièger comme député indépendant. Il essaiera ensuite de réobtenir son siège pendant l'élection territoriale du 10 octobre 2006 en tant que candidat du Nouveau Parti démocratique du Yukon. Il fut réélu, et fit partie du caucus du NPD sous Todd Hardy jusqu'en janvier 2009, où il se sépara du NPD pour de nouveau sièger indépendamment. Il redevient membre du Parti du Yukon le 22 octobre 2009, et devient ministre de l'environnement. Il annonce qui ne se représentera pas à l'élection yukonnaise du 11 octobre 2011.
Un mois après l'élection territoriale, le 25 novembre 2011, Edzerza meurt d'une leucémie.